# 克勞斯·馮·施陶芬貝格
克劳斯·冯·施陶芬贝格（德語：Claus von Stauffenberg，發音：[ˈklaʊs fɔn ˈʃtaʊfn̩bɛʁk] ⓘ；1907年11月15日—1944年7月21日），全称史陶芬堡伯爵克勞斯·菲利普·馬里亞·尤斯蒂尼安·申克（德語：Claus Philipp Maria Justinian Schenk Graf von Stauffenberg），納粹德國陸軍上校，他在1944年7月20日密謀案的行动中是主要執行人物之一。他与汉斯·奥斯特和海寧·馮·特雷斯科夫，密谋刺杀希特勒并把纳粹党清除出政府。他是国防军内的抵抗组织核心人员。他加入抵抗组织后，立即采取刺杀行动，其中最后一次行动就是女行動。
行動失败后，1944年7月21日晚，施陶芬贝格与他的心腹阿尔布雷希特·梅尔茨·冯·奎恩海姆、弗里德里希·奥尔布里希特和维尔纳·冯·哈夫滕一起在柏林本德勒館的庭院中被草率枪决。

## 生平

### 早年生活

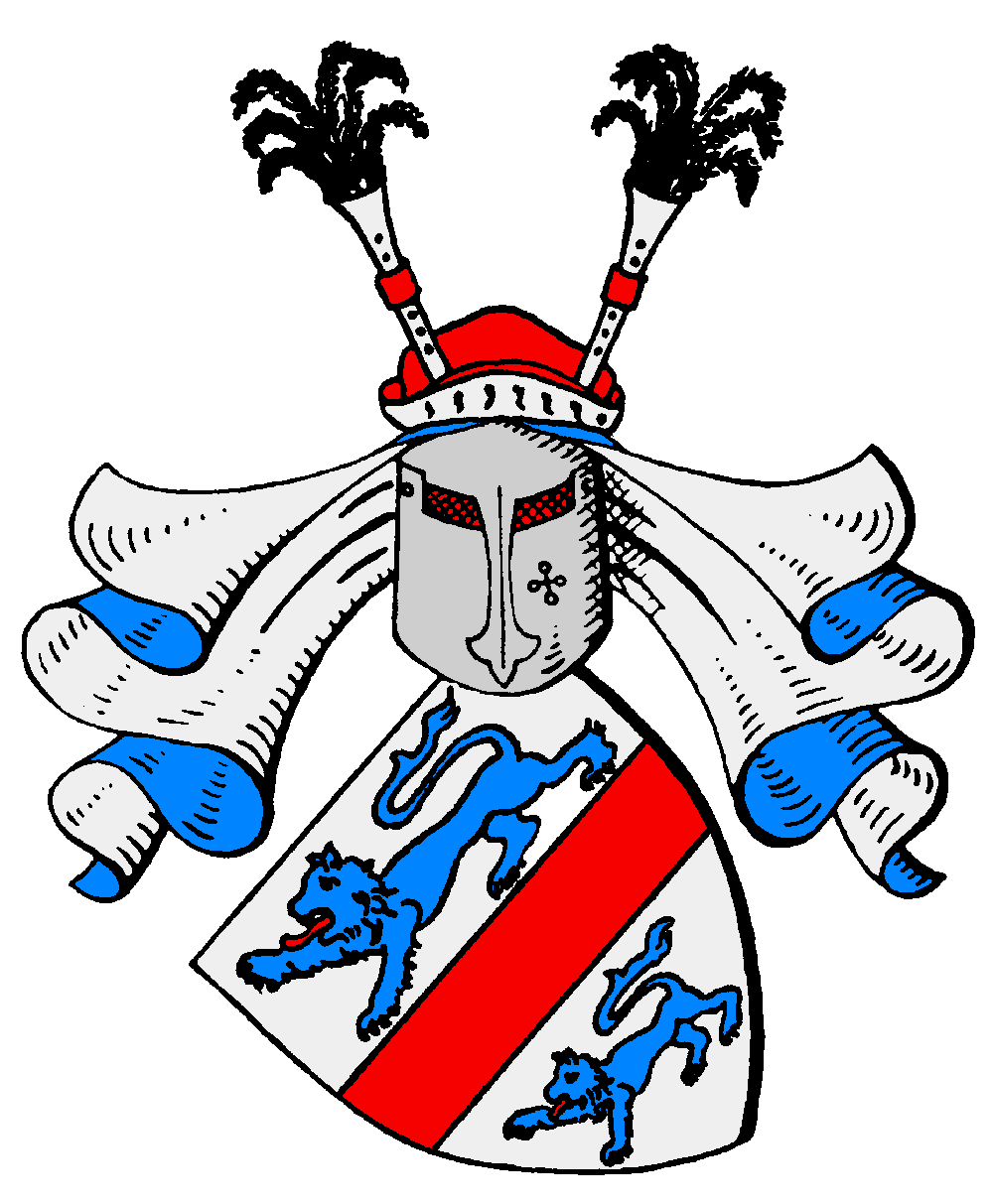
施陶芬贝格家族徽章

克勞斯·馮·史陶芬貝格是阿尔弗雷德伯爵（Alfred Schenk Graf von Stauffenberg）和卡罗琳伯爵夫人（Caroline Schenk Gräfin von Stauffenberg）的兒子，在四個孩子之中排行老三，史陶芬堡出生在位於耶廷根的史陶芬堡城堡。它位于烏爾姆和奧格斯堡之間，在當時是巴伐利亞王國，德意志帝國的一部份。史陶芬堡的家庭是德國南部最古老和最有名的天主教貴族。在他母親的祖先有幾位新教知名的普魯士人，包括元帥奥古斯特·奈哈特·冯·格奈森瑙。

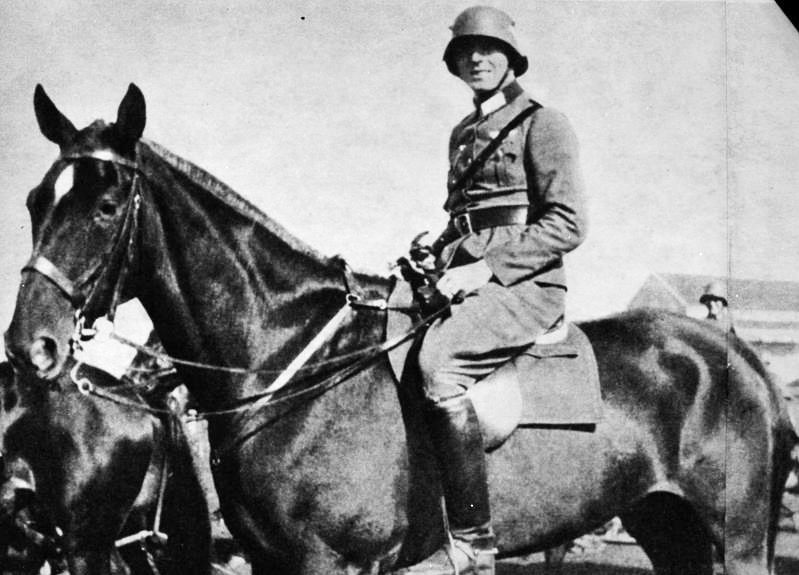
在第17骑兵团服役的施陶芬贝格

年少時期他和兩位兄長都是德國童軍協會（Neupfadfinder）的成員，並且參加了一些青年活動。和他哥哥们一样，他早年接受了细致的教育，但最终走上了军事生涯。1926年，他加入了家族传统军团在班贝格的第17骑兵团（德語：Bamberger Reiter- und Kavallerieregiment 17）根据传统三兄弟被阿爾布雷希特·馮·布魯門撒爾介绍进了诗人圈子，后来许多重要德国抵抗组织成员出现在其中。1930年克劳斯是现役陆军少尉，在柏林戰爭學院学习现代武器，

### 戰前
史陶芬貝格在1930年獲任陸軍中尉。他在柏林-莫阿比特的軍校學習現代武器，雖學習到現代化的兵器，但是在整個二次大戰期間，還是絕大部份使用馬匹運輸。
在1932年德國總統大選期間，他表示暫時支持希特勒：
|  | 元首原則的思想與人民共同體、「集體利益優先於個人利益」的原則、以及反腐敗鬥爭、反對大城市精神、種族思想的鬥爭結合在一起。並且對德國形成的新法律秩序的意願在我們看來是健康和有利的。 |

史陶芬堡對希特勒的看法是矛盾的。他在對希特勒政策的強烈厭惡和對他認為的希特勒軍事智慧的尊重之間搖擺不定，然後在長刀之夜和水晶之夜之後與該黨更加疏遠，他認為這證明希特勒無意追求正義。身為虔誠的天主教徒，人們注意到，對猶太人的系統性虐待和對宗教的鎮壓日益嚴重，冒犯了史陶芬堡強烈的天主教道德和正義感。
不久之後他納編於埃里希·赫普納將軍德軍第1輕裝師旗下的一部份，埃里希·赫普納將軍在1938年9月參與反抗德國政變的計畫。由於當時的慕尼黑協定，英法兩國同意希特勒取得講德語佔多數捷克斯洛伐克的蘇台德地區領土以換取短暫的和平。因此德國取得意料外的勝利而打断。协议中，规定德国军队进入苏台德地区。但是史陶芬貝格不喜欢强占苏台德的方法，反对入侵布拉格。

### 第二次大戰
随着1939年战争爆发，施陶芬贝格随他的军团进攻波兰。他支持进攻波兰，因为纳粹政权不但可以利用波兰劳工促进德国繁荣，还可以殖民开发波兰。当时在上层社会普遍认为，德国东边主要由波兰人居住，部分属于普鲁士的波兰领土，是一战后从德意志帝国划分出去的，应该被德国人占领，就像条顿骑士团在中世纪所作的那样。施陶芬贝格说：“将波兰系统的德意志化是必要的，并且我不害怕这不会发生。”我们确定在战争初期他还有着帝国时代贵族的普遍思想。儘管史陶芬堡支持德國對波蘭的殖民統治，並對波蘭猶太人發表極端主義言論，但他沒有加入納粹黨。
他的叔叔尼古拉斯·格拉夫·馮·於克斯庫爾·吉倫班德曾与他接触，在他参加抵抗组织，反抗希特勒政权之前。当波兰战役结束之后他才开始考虑这些，彼得·約克·馮·瓦滕堡和烏爾里希·施韋林·馮·施瓦嫩菲爾德劝他做最高指挥官瓦尔特·冯·布劳希奇的副官，目的是参加政变。但当时他拒绝了，理由是德国士兵对阿道夫·希特勒本人效忠，而不是德国的总统制度。
施陶芬贝格的单位被改编进第6装甲师，在对法作战时，他担任总参谋部官员。在此他获得一级铁十字勋章，像其他许多人一样。希特勒领导的压倒性胜利对他触动极大。
巴巴罗萨行动，德国进攻苏联，1941年开始，对俄国人、乌克兰人、犹太人和其他民族的大规模处决，以及德国军队越来越明显的缺陷，最终使施陶芬贝格在1942年决定加入国防军内的反抗组织。这是唯一有机会推翻希特勒的盖世太保、安全警察、党卫队的力量。在法国战役前的所谓假战的几个月，他已经被调入到负责东线作战的国防陆军总司令部（OKH）的组织部门。他反对政委法令（希特勒颁布它，一年后又废除。）他试图软化德军对苏联占领区的占领政策，比如提出对担任志愿者的福利。
1942年11月，盟軍在法屬北非登陸，第10裝甲師佔領了維希法國（安東方案），然後被調往突尼斯戰役中，作為非洲軍團的一部分。1943年史陶芬堡晉升為中尉（總參謀部中校），並被派往非洲加入第10裝甲師，擔任總參謀部的作戰官。2月19日，隆美爾在突尼斯對英、美、法軍隊發動反攻。軸心國指揮官希望迅速突破斯比巴山口或卡塞林山口，進入英國第1軍團的後方。對斯比巴的攻擊停止了，因此隆美爾將注意力集中在卡塞林山口，意大利第7步兵團和第131半人馬裝甲師在這裡擊敗了美國守軍。在戰鬥中，史陶芬堡開車前往與第10裝甲師的先頭戰車和部隊會合。該師與第21裝甲師於4月8日在梅佐納附近佔據防禦陣地。

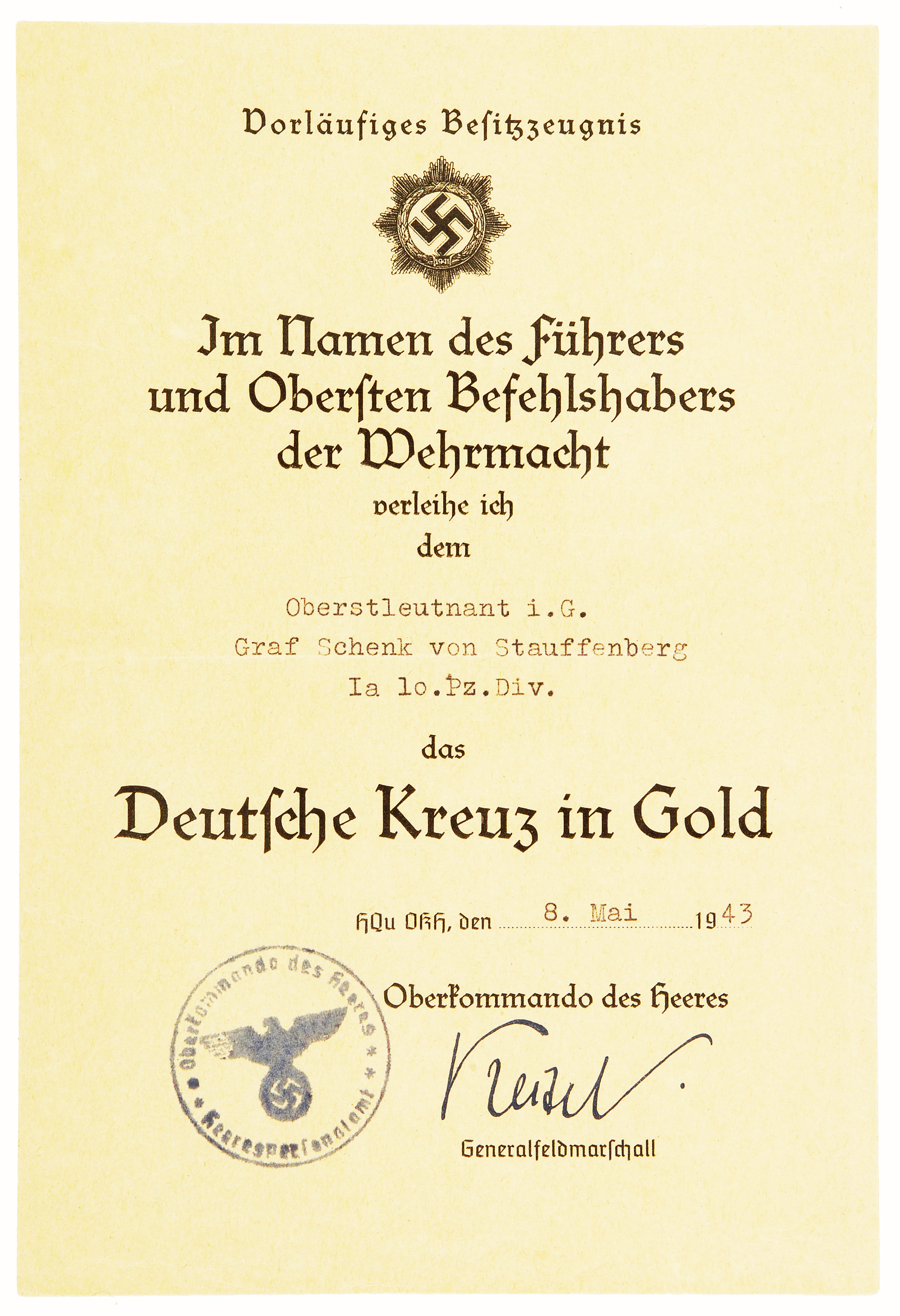
施陶芬贝格荣获的德国金质十字勋章

1943年4月7日，在梅佐納附近，史陶芬堡的車輛遭到了沙漠空軍P-40小鷹戰鬥轟炸機掃射（很可能來自澳洲皇家空軍第3中隊），他受了多處重傷。史陶芬堡在慕尼黑的醫院接受了費迪南德·紹爾布魯赫的治療三個月。史陶芬堡失去了左眼、右手和左手的兩根手指。他開玩笑地對朋友們說，當他還有那麼多手指的時候，他從來不知道該用這麼多手指做什麼。由於受傷，史陶芬堡於4月14日被授予金色受傷徽章，並於5月8日因其勇氣而被授予金色德國十字勳章。

### 7月20日事件

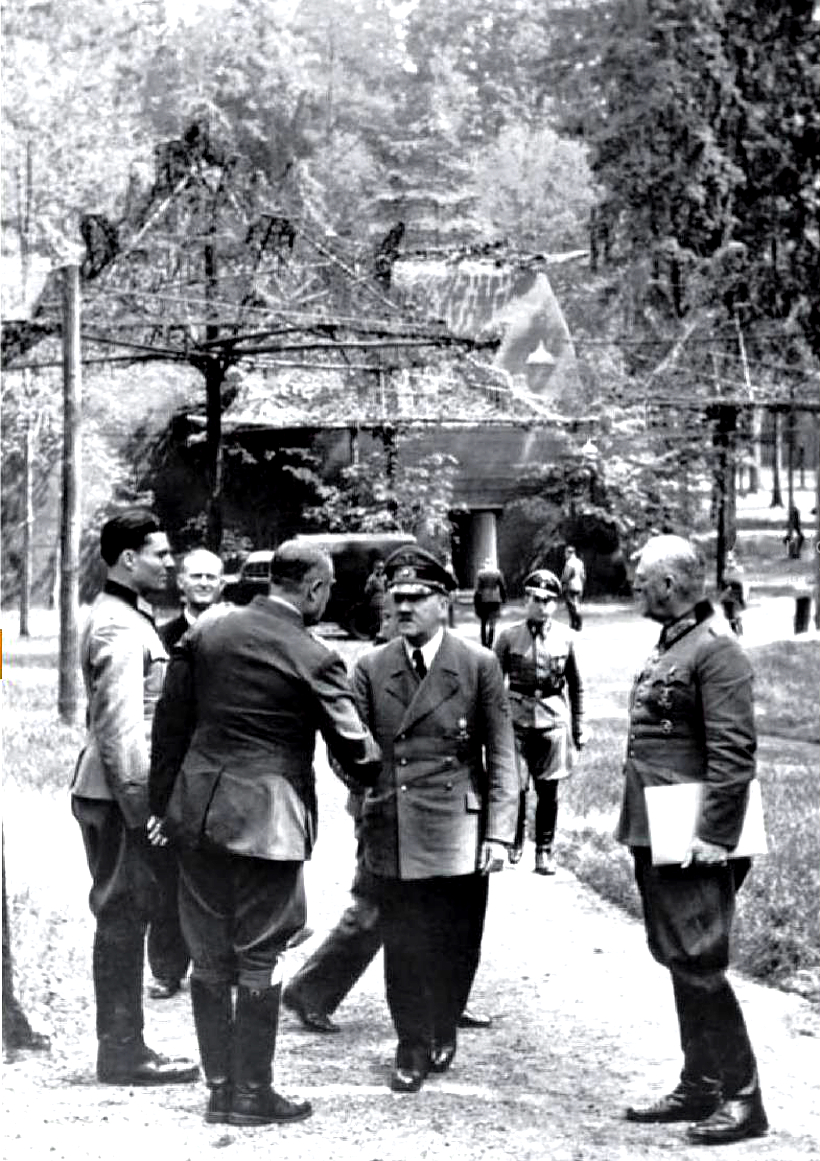
1944年7月15日，史陶芬堡、希特勒和凱特爾在拉斯滕堡

史陶芬堡與許多反對希特勒的將領一樣都曾親眼目睹納粹在東部戰事的暴行，尤其是屠殺猶太人之事對他的刺激相當大，再加上他認為希特勒敗象漸露，已無法領導德國，於是他協助修訂「瓦尔基里计划」——於希特勒死亡時接管德國政權，並且打算刺殺希特勒。其他參與政變的人包括維茨萊本元帥、貝克大將、赫普納大將等人。而這場兵變不但未能成功，還株連了隆美爾和克魯格等兩名德軍元帥。
史陶芬堡在自己的日記中寫下，“做這件事的人需要明白，人民可能會說我們是叛徒，但如果不做，我們就是良知的叛徒”。
早在1942年施陶芬贝格就打算用漢斯·格奧爾格·施密特·馮·阿爾滕施塔特代替希特勒。从1943年9月至1944年7月20日，他都是刺杀行动的主导者。他的决心，组织能力，激进的手段结束了该组织中的怀疑情绪和对希特勒破坏传统军事道德的冗长讨论。在他朋友海寧·馮·特雷斯科夫少將的帮助下，他团结了组织者们，并让他们开始行动。
施陶芬贝格意识到在德国法律下，他的行为是犯叛国罪的，并且他也这样告诉年轻的共谋者阿克塞爾·馮·德·布謝，他又援引自然法来证明自己是对的，是为了保护百万人免受希特勒的侵略行为。
当赫爾穆特·史蒂夫在1944年7月7日宣布他没能在萨尔茨堡的制服展览上杀死希特勒后，施陶芬贝格决定亲自刺杀希特勒，并且在柏林开始行动。但那时候施陶芬贝格十分怀疑成功的可能性。但是特雷斯科夫坚信即使计划没有成功的可能也要付诸实施。“计划必须实施，即使失败我们也要在柏林采取行动。”他说。这是唯一的方法向世界证明不是所有德国人都支持希特勒政权。
在计划中，施陶芬贝格要呆着柏林的本德勒館来通过电话来通知劝说欧洲各地的正规军逮捕納粹黨机构人员，如黨衛隊保安處和盖世太保。可不幸的是赫爾穆特·史蒂夫（他是陆军最高统帅部的主管人员，定期觐见希特勒。）收回他先前参与密谋的决定。施陶芬贝格被迫接受两个危险的角色，在远离柏林的地方刺杀希特勒并启动在柏林军队机器，夺取政权，在同一天的工作时间内。没有了史蒂夫，这个唯一能定期见到希特勒，并且有能力说服德国军事领导人一旦宣布希特勒死亡就参与政变的人，行动成功的可能性大大降低。
施陶芬贝格在等待希特勒、希姆莱、戈林一起出现时进行刺杀，但机会几次都没有出现，于是他继续于1944年7月20日在狼穴进行活动。史陶芬伯格带着一个装有2包炸药进入简报厅，但是因为天气太热的缘故会议地点不幸由堡垒混凝土建筑内改到了施佩尔的小木屋。施陶芬贝格藉口進入凱特爾辦公室的洗手間，用準備好的鉗子剪斷原子筆型的雷管（啟動），再將其插入一塊1公斤的炸藥塊，但由于他失去了右手，左手又只有3个手指，使用钳子遇到困难。一个警卫敲门催促他快点，因为会议马上开始了，并且他打开了门，因此他没能启动第二块炸药，把它留给了副官维尔纳·冯·哈夫滕。他回到会议室，把公文包放在会议桌下，尽可能靠近希特勒。几分钟后，借口接电话离开会议室。他离开后公文包被海因茲·布蘭德上校挪动了，从原位移到另一邊會議桌角後，從而讓炸彈在爆炸時威力減弱，使希特勒逃過一劫，而布蘭德則被炸彈炸斷了一條腿，後來不治。12點40至50分期間，炸彈引爆，將會議室整個摧毀。三名軍官和一位速記員因此死亡，然而主要目標希特勒就和其他人一樣因為桌角之厚實而只受了輕傷：褲子被燒焦且耳膜被震破，如同會議室內另外24人。但是施陶芬贝格认为屋中没有人能幸存。
之后施陶芬贝格和哈夫滕快速离开，到了最近的机场飞回柏林，之后他和同谋者们立即开始第二阶段行动——发动军事政变对抗纳粹领导人。但随着戈培爾在广播中宣布希特勒没有死，随后希特勒本人出现在广播里，同谋者意识到政变失败了。他们沿着本德勒館的走廊前行，与镇压政变的奧托·恩斯特·雷莫等人发生枪战，随后被擒，在枪战中施陶芬贝格肩部受伤。7月21日施陶芬贝格被槍決。

## 纪念

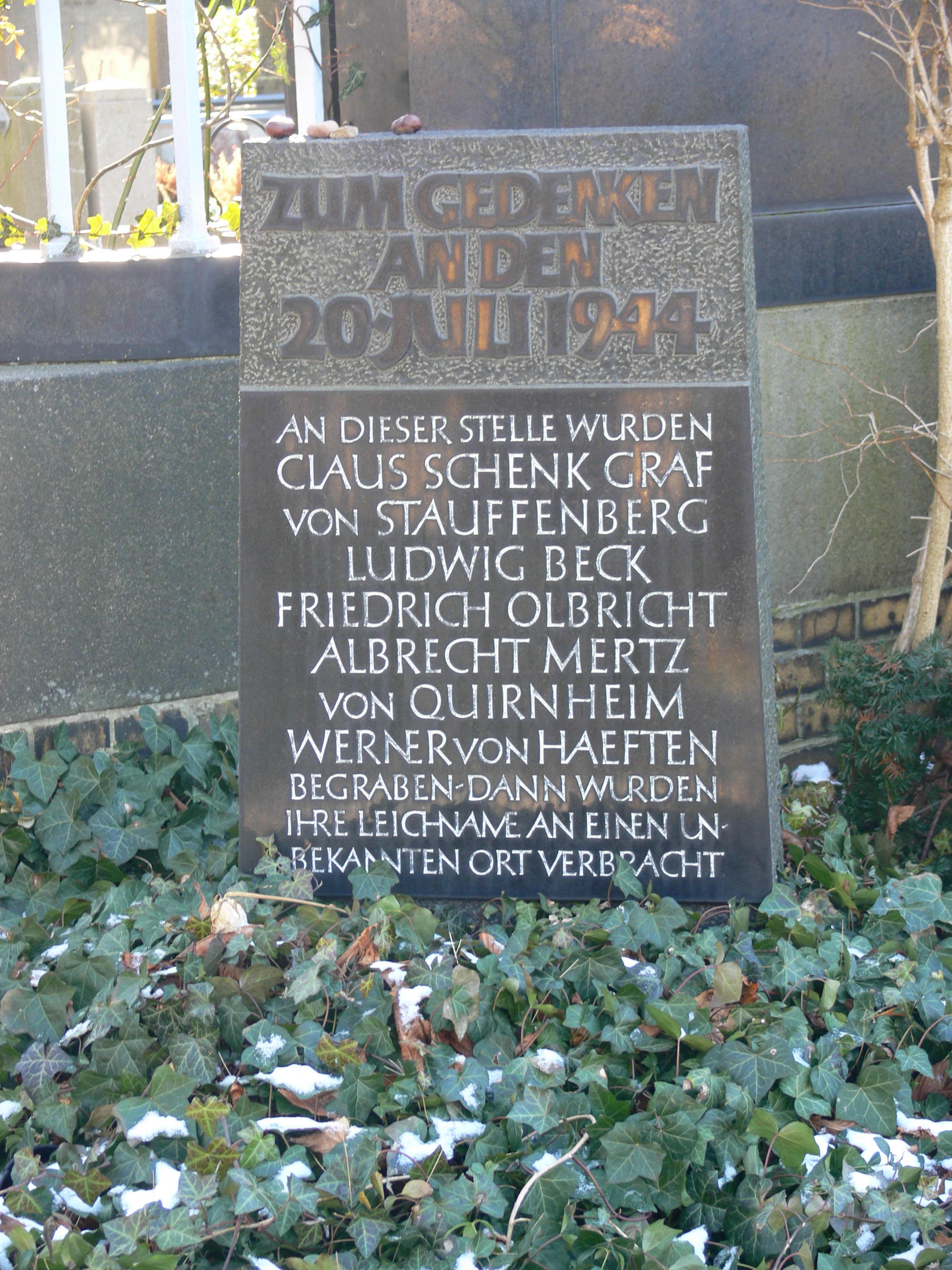
柏林舍讷贝格施陶芬贝格和7月20日其他遇难者短期墓地的纪念石

德国国防部柏林办公室驻地本德勒馆所在的本德勒大街更名为施陶芬贝格大街。此地还建有德国抵抗运动纪念馆。
8171号小行星“施陶芬贝格”以他的名字命名。
西格马林根的联邦国防军军营自1961年7月20日命名为施陶芬贝格兵营以纪念冯·施陶芬贝格。1964年，一块纪念石在其原址揭幕。尽管西格玛林根的军营关闭了，但为了继承这个名字，德累斯顿的阿尔伯特施塔特军营于2013年更名为格拉夫-斯陶芬贝格军营。
战后，一名曾参与审讯纳粹军官的美国情报军官厄尼·布萊克在新墨西哥州陶斯建立了一个滑雪场，并将其中一条雪道以施陶芬贝格命名以资纪念。

## 相關
- 7月20日密謀案
- 電影《華爾奇麗雅》
- 克莱稍集团
- 刺殺希特勒

## 外部連結
维基共享资源上的相關多媒體資源：克勞斯·馮·史陶芬堡